# Чока
Чока (серб. Чока, Čoka) — місто в Сербії, в Північно-Банатському окрузі автономного краю Воєводина, адміністративний центр общини Чока, знаходиться в історико-географічній області Банат.

## Загальний опис
Населення міста згідно перепису 2002 року — 4707 осіб, з них 3799 повнолітніх мешканців, середній вік 40,4 років (38,6 роки у чоловіків та 42,1 роки у жінок). Всього в місті 1802 домашніх господарств, а середня кількість мешканців в домогосподарствах — 2,61.
Це місто головним чином населене угорцями та сербами. За результатами трьох останніх переписів населення спостерігається зменшення кількості мешканців Чока.

## Інтернет-ресурси
- website of the municipality
- History of Čoka

|  |

| Сербія | Це незавершена стаття з географії Сербії. Ви можете допомогти проєкту, виправивши або дописавши її. |